# A Vampyre Story
A Vampyre Story è un'avventura grafica pubblicata nel 2008, prodotta da Autumn Moon Entertainment per Windows, e pubblicata da Crimson Cow. Il gioco è ambientato in Europa durante il 1890, e ha come protagonista una giovane cantante d'opera trasformata in un vampiro contro la sua volontà, mentre cerca di ritornare nella sua città natale, Parigi, in cerca di fama e normalità. Il particolare spelling della parola vampire con una y viene dal racconto vampiresco denominato Il vampiro di John Polidori.

## Trama
Mona De Lafitte, la protagonista del gioco, è una giovane studentessa d'opera parigina ricca di talento, che diventa l'ossessione di un vampiro particolarmente patetico. Come risultato, Mona viene rapita e portata al castello del vampiro in Draxsylvania, dove viene trasformata in una vampiressa non-morta. Mona deve trovare un modo per ritornare a casa con lo scopo di seguire il suo sogno di diventare una famosa cantante d'opera, nonostante i problemi causati dalla sua nuova situazione. Mona, però, non è sola durante la sua avventura, ma è seguita dal suo nuovo, particolarmente sarcastico compagno, Froderick il pipistrello.
Il gioco è diviso in due capitoli principali. Il primo è ambientato nel castello del rapitore, Shroudy von Kieffer, e della sua ormai deceduta madre, la Baronessa Vasilia von Kieffer, mentre il secondo avrà luogo principalmente nella città di Vlad's Landing. Sembra esserci un riferimento ad un terzo capitolo alla fine del gioco, che dovrebbe essere incentrato sul castello del Dr. Riga Mortis.

## Modalità di gioco
A Vampyre Story è stato creato da numerosi programmatori di LucasArts, ed è simile ad alcuni giochi di loro produzione, come alla famosa serie di Monkey Island, come stile e modo di presentarsi. Il gioco infatti utilizza un'interfaccia punta-e-clicca, ed è possibile esaminare la maggioranza degli oggetti dell'ambientazione tramite un piccolo menu che appare dopo aver cliccato sull'oggetto in questione. Nel menu vi sono quattro simboli: labbra, occhi, mano e pipistrello. Le loro funzioni cambiano a seconda del contesto e non è possibile definire il loro uso in maniera precisa (ad esempio, l'icona delle labbra può essere usata sia per parlare, che per assaggiare una pietanza o bere). L'inventario è rappresentato da una bara, apribile con il tasto destro del mouse, nella quale Mona custodisce tutti i suoi oggetti. Molti devono essere combinati per risolvere determinati enigmi, ma è da notare una peculiarità: a differenza di molti giochi simili, la protagonista raccoglierà soltanto oggetti di piccole dimensioni, e quelli più grandi verranno semplicemente rappresentati nell'inventario con un'aura azzurra, la quale sta a significare che Mona conosce la loro locazione ma che li andrà a recuperare di persona soltanto quando sarà necessario, per motivi fisici. Ciò contribuisce molto al realismo del gioco, pur rimanendo puramente fantasy.

## Accoglienza
Bill Tiller ha stimato che il gioco abbia venduto tra le 30 000 e le 35 000 copie.

## Seguito
Ancor prima che il gioco venisse pubblicato, l'Autumn Moon Entertainment decise di realizzare un seguito. Il prossimo episodio inizierà esattamente dove il primo è terminato.